# N̰
Le N̰ ou N tilde souscrit est une consonne utilisée en baraïn, barma, dadjo, dangaléat, kanembou, kenga, kulaal, maba, masalit, mawa, saba, ou sokoro. Elle est composée d’un N diacrité d’un tilde souscrit.

## Utilisation
Le n̰ est utilisé en baraïn, kanembou, kenga, maba, masalit, mawa et saba pour représenter un son palatal nasal dont le symbole dans l'alphabet phonétique international est [ɲ] (similaire au « gn » en français, ou au « ñ » en espagnol)
Suivant l’alphabet national tchadien, le n̰ est une lettre de l'alphabet latin étendu et est une lettre à part entière.

## Représentations informatiques
- Unicode (commandes C0 et latin de base, diacritiques)[1],[2] :

| formes    | représentations | chaînes de caractères | points de code | descriptions                                         |
| --------- | --------------- | --------------------- | -------------- | ---------------------------------------------------- |
| capitale  | N̰               | N◌̰                    | U+004E U+0330  | lettre majuscule latine n diacritique tilde souscrit |
| minuscule | n̰               | n◌̰                    | U+006E U+0330  | lettre minuscule latine n diacritique tilde souscrit |